# الدوري الأنغولي لكرة اليد
الدوري الأنغولي لكرة اليد هو الدوري الرئيسي لكرة اليد للمحترفين في أنغولا. يدار من قبل اتحاد كرة اليد الأنغولي. تأسس في سنة 1979، ويتكون حاليا من قبل 7 فرق. يعتبر نادي بريميرو دي أغوستو لكرة اليد هو الأكثر تتويجا بـ 26 لقبا.